# .nato
El .nato va ser un domini de primer nivell genèric creat al final de la dècada dels 80 per InterNIC per a ser utilitzat per l'OTAN (NATO, de North Atlantic Treaty Organization en les seves sigles en anglès), que creia que cap dels dominis existents eren adequats per a reflectir el seu estatus d'organisme internacional. Poc després de la seva aprovació va ser creat el domini .int per a les organitzacions internacionals, i es va convèncer l'OTAN d'adoptar nato.int. Tanmateix, el .nato, tot que i sense ús real, no va ser esborrat fins al juliol del 1996.